# Pteronemobius hargreavesi
Pteronemobius hargreavesi is een rechtvleugelig insect uit de familie krekels (Gryllidae). De wetenschappelijke naam van deze soort is voor het eerst geldig gepubliceerd in 1938 door Chopard.